# Camp Rock 2: The Final Jam
Camp Rock 2, ook wel bekend als Camp Rock 2: The Final Jam, is het vervolg op de Disneyfilm Camp Rock. De film is opgenomen in Toronto, Canada. De productie begon op 3 september 2009 en de film ging op 3 september 2010 in première in de Verenigde Staten. De Nederlandse voorpremière was op 18 september 2010 op Disney On Demand (UPC Nederland). In Nederland en België ging de film in première op 24 september 2010, na de finale van My Camp Rock op Disney Channel.

## Verhaal
Het vervolg op Camp Rock volgt het leven van Mitchie, Shane, Jason, Nate en hun vrienden wanneer ze teruggaan naar Camp Rock voor nog een geweldige zomer met muziek en plezier. Eenmaal aangekomen komen ze er al snel achter dat een nieuw kamp genaamd Camp Star is geopend. Dit nieuwe kamp ligt ook aan het meer en heeft veel instructeurs en bezoekers van Camp Rock meegenomen waardoor de toekomst van Camp Rock in gevaar komt te staan.
Wanneer de beste zanger van Camp Star, Camp Rock uitdaagt om te zien welk kamp nu werkelijk de beste muzikale talenten heeft, bereidt iedereen zich voor op de ultieme wedstrijd, en vooral Mitchie die het allemaal heel serieus overneemt. Alleen is er één probleem: Nate, van Camp Rock, valt op Dana Turner, dochter van jammer genoeg Axel, de eigenaar van Camp Star.
Velen verwachtten al dat Camp Star zou winnen, maar het werd niet als een happy end gezien. Dus werd het nummer This is our Song aan het einde geplaatst.

## Rolverdeling
| Acteur/Actrice            | Personage               | Kamp                 |
| ------------------------- | ----------------------- | -------------------- |
| Demi Lovato               | Mitchie Torres          | Camp Rock            |
| Joe Jonas                 | Shane Gray              | Camp Rock            |
| Kevin Jonas               | Jason Gray              | Camp Rock            |
| Nick Jonas                | Nate Gray               | Camp Rock            |
| Meaghan Martin            | Tess Tyler              | Camp Rock, Camp Star |
| Alyson Stoner             | Caitlyn Gellar          | Camp Rock            |
| Anna Maria Perez de Tagle | Ella Pador              | Camp Rock            |
| Jasmine Richards          | Margaret "Peggy" Dupree | Camp Rock            |
| Maria Canals Barrera      | Connie Torres           | Camp Rock            |
| Roshon Fegan              | Sander Lawer            | Camp Rock            |
| Matthew "Mdot" Finley     | Luke Williams           | Camp Star            |
| Chloe Bridges             | Dana Turner             | Camp Star            |
| Daniel Fathers            | Brown Cesario           | Camp Rock            |

## Soundtrack
| Lied                    | Artiest                               | Tijd |
| ----------------------- | ------------------------------------- | ---- |
| Brand New Day           | Demi Lovato                           | 3:21 |
| Fire                    | Matthew "Mdot" Finley                 | 3:02 |
| Can't back down         | Demi Lovato                           | 3:20 |
| It's on                 | Cast van Camp Rock 2: The Final Jam   | 4:02 |
| Wouldn't change a thing | Demi Lovato, Joe Jonas                | 3:23 |
| Heart & Soul            | Jonas Brothers                        | 2:57 |
| You're my favorite song | Demi Lovato, Joe Jonas                | 2:15 |
| Introducing Me          | Nick Jonas                            | 3:07 |
| Tear it down            | Matthew "Mdot" Finley, Meaghan Martin | 3:29 |
| What We Came Here For   | Demi Lovato, Joe Jonas                | 4:16 |
| This is our Song        | Cast van Camp Rock 2: The Final Jam   | 2:58 |
| Different Summers*      | Demi Lovato                           | 3:36 |
| Walkin' in my shoes*    | Matthew "Mdot" Finley, Meaghan Martin | 2:50 |
| It's not too Late*      | Demi Lovato                           | 3:33 |

- Deze liedjes zijn niet in de televisiefilms gebruikt.